# Suite francese
Suite francese è un romanzo incompiuto di Irène Némirovsky. Fu pubblicato postumo, con questo titolo redazionale, in Francia solo nel 2004, vincendo il Prix Renaudot: acclamato subito come un capolavoro, è diventato un bestseller internazionale, adattato anche nel film omonimo.
L'idea di un romanzo sulla débâcle militare della Francia del giugno 1940, l'esodo dei civili in fuga e l'occupazione tedesca venne alla scrittrice nel villaggio di Morvan, dove si era rifugiata col marito e le due figlie, realizzando troppo tardi che la campagna non l'avrebbe protetta dal pericolo dei nazisti. Nonostante le leggi anti-ebraiche del regime di Vichy, immaginava di pubblicare una serie in cinque volumi, l'opera maestra della sua produzione letteraria. Ma nel 1942, allorché fu arrestata e deportata ad Auschwitz, come il marito, la fine prematura lascia completati solo i primi due tomi, Tempesta in giugno e Dolce.
Più di mezzo secolo più tardi dopo la sua prematura scomparsa, sono state le figlie - Denise Epstein (1929-2013) ed Élisabeth Gille (1937-1996) - a riscoprire gli ultimi manoscritti della madre. Fu Denise a ricopiare la minuta scrittura dei due previsti tomi della madre, salutati alla loro apparizione come un evento letterario eccezionale, che ha portato alla rinascita dell'interesse per la Némirovsky.
Tempesta in giugno ritrae l'esodo caotico di molti individui, coppie o famiglie di differenti classi sociali, di colpo precipitati in un'attualità dal destino incerto. Dolce racconta tre mesi della vita quotidiana di un villaggio francese sotto l'occupazione tedesca, un microcosmo diviso tra collaborazionismo e velleità di resistenza, nel quale sboccia l'amore tra una giovane donna borghese e un ufficiale della Wehrmacht.
Nell'ambito della critica anglosassone è stato notato che Suite francese non parla della persecuzione contro gli Ebrei.

## Storia editoriale
A Issy-l'Évêque, fra il 1941 e 1942 Irène Némirovsky, che come il marito porta la stella gialla, scrive La vie de Tchekhov e Les feux de l'automne, che sarà pubblicato solo nella primavera del 1957, e pone mano a un'impresa ambiziosa, Suite française, che non riuscirà a portare a termine. L'opera comprende due volumi. Il primo, Tempête en juin, è una successione di quadri sul tracollo della Francia; il secondo, intitolato Dolce, è redatto in forma di romanzo. La scrittrice capisce che non sarà in grado di pubblicarlo: «Caro amico... non mi dimentichi. Ho scritto molto. Saranno opere postume, temo, ma scrivere fa passare il tempo».
Nel luglio del 1942, dopo aver appena completato le prime due parti della serie, Irène Némirovsky fu arrestata e deportata come ebrea, prima a Pithiviers e poi ad Auschwitz, dove morì il 19 agosto del 1942, di febbre tifoide. Questa la sua ultima lettera: Giovedì mattina – luglio '42 – Pithiviers (scritta a matita e non obliterata) "Mio amato, mie piccole adorate, credo che partiamo oggi. Coraggio e speranza. Siete nel mio cuore, miei diletti. Che Dio ci aiuti tutti". 14 luglio 1942.
Venne pubblicato nel 2004 dalla figlia maggiore, Denise Epstein. L'autrice iniziò nel 1940 un ciclo romanzesco, previsto in cinque parti, incentrato sulla disfatta militare subìta dalla Francia e l'occupazione tedesca del Paese, scrivendo la prima parte, intitolata Temporale di giugno, e la seconda Dolce; l'arresto e l'assassinio della Némirovsky, vittima delle leggi razziali del Regime di Vichy, lasciarono il testo incompleto. 
Al momento della pubblicazione, la figlia, in possesso delle due versioni del testo, quella manoscritta e quella dattiloscritta, alla quale l'autrice stava lavorando poco prima dell'arresto, optò per la prima, mentre è stato poi dimostrato che l'ultima versione approvata dalla Némirovsky, che contiene due capitoli inediti, sia indubitabilmente il testo dattiloscritto. Queste pagine ritrovate sono state pubblicate in Italia dapprima nel 2021, nel volume antologico di testi della scrittrice «Re di un'ora», e poi in un'edizione integrale col titolo Tempesta in giugno da Adelphi, nel giugno 2022.

## Tema
Il romanzo tratta dei primi due "movimenti" di quello che avrebbe dovuto somigliare a un "Poema sinfonico", composto da cinque parti:
1. Tempête en juin (Tempesta in giugno)
2. Dolce
3. Captivité (Prigionia)
4. Batailles? (Battaglie)
5. La Paix? (La Pace)

"Sì, perché la cosa funzioni ci vorrebbero cinque parti di 200 pagine ciascuna. Un libro di 1000 pagine. Mio Dio!". Némirovsky sogna un libro di mille pagine, costruito come una sinfonia, ma in cinque parti. In base ai ritmi, alle tonalità. Prende a modello la Quinta sinfonia di Beethoven. Il 12 giugno 1942, pochi giorni prima del suo arresto, dubita di avere il tempo necessario a concludere la grande opera intrapresa. Ha il presentimento che le resti poco da vivere, ma continua a redigere i suoi appunti, parallelamente alla stesura del libro. 

## Trama

### Tempesta di giugno
L'azione inizia all'alba del 4 giugno 1940 a Parigi, dopo che il giorno precedente per la prima volta la città è stata bombardata. La gente si prepara ad abbandonare Parigi, per dirigersi al sud. I personaggi principali svolgono un ruolo didascalico, attraversando con le proprie peripezie il più ampio dramma corale: 
Il racconto si sviluppa seguendo alcuni gruppi di persone e individui, provenienti da diverse classi sociali:

#### Famiglia Péricand
Péricand, famiglia notarile, molto ricca, imparentata con altre famiglie alto-borghesi di provincia. La casa è gestita dalla madre, Charlotte La signora Péricand apparteneva a quel tipo di borghesi che hanno fiducia nel popolo. «Non sono cattivi, basta saperli prendere» diceva con il tono indulgente e un po' sconsolato che avrebbe usato per parlare di una bestia in gabbia.
Il marito, che ha lavorato come curatore presso il Museo Nazionale resta a Parigi dove presidia i tesori d'arte, che non hanno potuto essere trasferiti. La signora Péricand deve prendersi cura del padre del marito: un vecchio ricco e testardo che si muove sulla sedia a rotelle. 
Partendo prende con sé, oltre alla tata, quattro dei suoi cinque figli di età compresa tra 2 e 17 anni. Il figlio maggiore è in Alvernia, dove si è fatto prete ed è incaricato di portare in salvo un gruppo di orfani di età compresa tra 14 e 18 anni.
Charlotte vuole mettersi in salvo a Nîmes dove la aspettano i parenti. Nel corso della fuga, nel caos terribile causato dai bombardamenti, dagli incendi e dal panico dei fuggitivi, il vecchio Péricand viene dimenticato, si salverà ma solo per morire poco dopo dettando le sue ultime volontà ad un notaio di provincia. Nel frattempo la signora Péricand se ne dispiace ma continua imperterrita la fuga: 
La carità cristiana, la mitezza di secoli di civiltà le cadevano di dosso come vani orpelli rivelando un'anima arida e nuda. Lei e i suoi figli erano soli in un mondo ostile. Doveva nutrire e proteggere i suoi piccoli. Il resto non contava più.
Hubert Péricand, secondogenito, sedicenne e romantico, lascia la famiglia per unirsi alle truppe francesi che ancora combattono. Philippe Péricand, il prete, perde il controllo dei ragazzi, in prossimità di un castello abbandonato. Cerca di impedire a due dei più grandi di saccheggiare il castello, ma viene picchiato selvaggiamente e trascinato in un vicino laghetto. Qui i ragazzini, suoi protetti, trasformati in carnefici, lo uccidono a calci e colpi di pietra.
Charlotte Péricand giunge a Nîmes, dove viene a sapere della morte del vecchio e dei suoi due figli Philippe e Hubert (di cui non si hanno più notizie). Durante la messa di Requiem però compare improvvisamente Hubert, che era stato dato per morto durante i combattimenti a Moulins (Allier). È illeso e si è fatto uomo: ha conosciuto il sangue e l'amore.

#### Gabriel Corte
Gabriel Corte, scrittore, è un Accademico di Francia, quindi fa parte dei quaranta "immortali", come sono chiamati i membri a vita di quel sublime consesso. Deve prepararsi a lasciare Parigi per rifugiarsi a Vichy, con la sua amante, Florence: Florence si era ritirata nella sua camera e, chiusa a chiave la porta, si guardava allo specchio costernata. Il sudore copriva di uno strato lucido il suo volto, abitualmente così sereno, così ben truccato, così riposato, che ora non assorbiva più la cipria e la crema, ma le espelleva in grumi densi come una maionese impazzita; le alette del naso erano contratte, gli occhi infossati, la bocca molle e avvizzita. Si allontanò dallo specchio inorridita.
I due vanno a raggiungere, nella fuga, politici e artisti che vogliono mettersi al servizio del nuovo regime di Pétain, collaborando con l'invasore tedesco. Porta con sé il manoscritto del suo ultimo romanzo, non ancora pubblicato. 
Sta valutando la possibilità di lasciare la Francia a Bordeaux, travolto dalle disavventure (resta senza cibo e gli rubano anche la cena) e dal disgusto provocatogli dal contatto con il basso volgo, cui non è abituato: Senza rumore, a fari spenti, le macchine arrivavano una dietro l'altra, piene zeppe, sovraccariche di bagagli e di mobili, di carrozzine e di gabbie di uccelli, di casse e di ceste portabiancheria, sulla strada da Parigi scorreva lentamente un fiume di macchine, di camion, di barrocci, di biciclette e carri di contadini. Corte si sentì solo e abbandonato sull'orlo di un baratro. Di nuovo, con terribile violenza, lo assalì il timore di un mondo diverso, a lui sconosciuto, di un mondo in cui tutti sarebbero diventati per miracolo virtuosi, disinteressati, nutriti dei più nobili ideali..
Finalmente giunge alla "zona franca", e il direttore del Grand Hotel di Vichy lo accoglie immediatamente come cliente abituale, lo rinfranca e gli restituisce la sicurezza in se stesso che aveva perduto in quei due giorni di esodo. Il suo mondo non è stato spazzato via dalla violenza della guerra, tutto è ancora in ordine e lo aspetta:
«Il solito martini?»
Con il bicchiere reso opaco dal ghiaccio posato davanti a lui fra due piattini, uno con le olive, l'altro con le patatine, Corte rivolse allo scenario familiare un pallido sorriso da convalescente, poi osservò gli uomini che stavano entrando riconoscendoli via via l'uno dopo l'altro. Ma sì, c'erano tutti, l'accademico ed ex ministro, il grande industriale, l'editore, il direttore di giornale, il senatore, il drammaturgo e quello che firmava Generale X quegli articoli così documentati, così seri, così tecnici su un grande periodico parigino...
La stanza da bagno profumava di sapone al catrame, di lozione per i capelli, di acqua di colonia e di lavanda. Corte sorrideva, allungava le braccia, faceva scrocchiare le giunture delle lunghe dita pallide, assaporava il divino e semplice piacere di essere al riparo dalle bombe e di fare un bel bagno rinfrescante in una giornata torrida.

#### Famiglia Michaud
La coppia piccolo-borghese formata da Maurice e Jeanne Michaud ha lavorato presso la Banca del signor Corbin che, assieme a tutti gli impiegati, si deve recare a Tours, dove è prevista la continuazione dell'attività bancaria. Il loro unico figlio, Jean-Marie è militare e da diversi mesi non dà notizie. Corbin in un primo tempo offre un passaggio alla coppia, ma poi li lascia a piedi per portare a Tours la sua amante, la ballerina Arlette Corail.
I due Michaud cercano di prendere il treno per Tours. La stazione è affollata, gli ingressi sono bloccati, i treni non partono, quindi devono cercare di arrivare a piedi a Tours. Il figlio Jean-Marie, ferito, viene caricato su un camion e lasciato in custodia a una famiglia di contadini, in un casale isolato. Qui vivono tre donne della famiglia Labarie.
I Michaud arrivano solo fino a Bussy, dove si rifocillano nella casa della famiglia Angelliers. Qui, preso atto che sarà impossibile proseguire, decidono di tornare a Parigi - aspettavano il miracolo: una macchina, un camion, un mezzo qualsiasi che li prendesse a bordo. Ma niente di tutto questo si presentava al loro sguardo. Allora si avviarono verso le porte di Parigi, le varcarono trascinandosi dietro i bagagli nella polvere - dove cercano di ristabilire un contatto con la banca. Non un singolo dipendente è arrivato a Tours.
Corbin ha perso le tracce dell'amante Arlette Corail che incrocia Hubert Péricand e - nel vivo dei bombardamenti - si offre a lui per una notte d'amore.
Chi pensava alla tragedia della patria? Non loro. Il panico annullava tutto ciò che non era istinto, impulso animale, fremito della carne. Afferrare quanto si aveva di più prezioso al mondo e poi...! E, quella notte, solo ciò che viveva, ciò che respirava, piangeva, amava, valeva qualcosa!
Corbin torna a Parigi, dove cerca di rimettere in piedi i suoi affari. Irritato dalla dispersione del suo ufficio e furente con la moglie e l'amante, accusa i Michaud di non aver fatto il loro dovere. E li licenzia, lasciandoli sul lastrico. Jean-Marie Michaud rimesso in salute dalle cure delle contadinelle innamorate, ritrova i suoi genitori a Parigi.
La famiglia riunita ricomincia a vivere. Devono ripartire da zero ma sono sorretti dall'amore. Maurice il padre: L'uomo era piuttosto basso di statura, aveva un'aria stanca e trascurata, ma ogni tanto, quando si voltava verso di lei e la guardava, le sorrideva e gli si accendeva negli occhi una piccola luce tenera e ironica - la stessa, pensava la donna, sì, davvero, quasi la stessa di un tempo.

#### Charlie Langelet
Charlie è un sessantenne, benestante, vecchio scapolo la cui grande passione è una collezione di porcellane. Si annovera tra i pochi fortunati. È molto presuntuoso, evita l'eccessiva vicinanza del prossimo, per cui prova un generico disprezzo - "Ogni tanto si girava verso l'interno dell'auto e guardava con tenerezza le casse che contenevano le porcellane, i suoi tesori più cari. C'era un Capodimonte che lo preoccupava: si domandava se lo avesse protetto con una quantità sufficiente di trucioli e di carta velina. LORO, creature vili e volgari, credevano di provare compassione umana ma in realtà fremevano di bassa e melodrammatica curiosità. «È pazzesco quanta volgarità ci sia al mondo» pensò Charlie Langelet". Quando rimane senza benzina, in una notte di bombardamenti, non esita ad ingannare una coppia di giovani amanti, di cui promette di sorvegliare l'auto, che invece depreda del prezioso carburante. Dopo sei mesi di sfollamento, torna a Parigi, dove assume nuovi domestici, tirando sul prezzo. Decide di uscire nel quartiere, abbuiato dal coprifuoco, per la prima cena con una bella donna conosciuta al bar poco prima: Arlette Corail che, alla guida di una fiammante auto nuova, slitta sul bagnato e lo investe, uccidendolo.

### Dolce
Il secondo pezzo, Dolce, è ambientato a Bussy, un villaggio del centro della Francia (che in realtà corrisponde a Issy-l'Évêque dove l'autrice viveva al tempo della scrittura) nei primi mesi, stranamente tranquilli, dell'occupazione tedesca. Qui vivono due donne: la vedova Angellier e Lucile sua nuora - "Lucile era una giovane donna bionda con gli occhi neri, di grande bellezza, ma silenziosa, riservata: ragione per cui la vecchia signora Angellier le rimproverava di avere «l'aria assente»". Attendono invano notizie di Gaston, il figlio e marito, prigioniero di guerra, in qualche sperduto campo di concentramento in Polonia. Nel 1941 Bussy viene occupata dalle truppe tedesche. Lucile si è sposata per volere del padre, non ha mai amato il marito, che non l'ama e l'ha sposata a sua volta per approfittare delle ricchezze della famiglia di Lucile, che però il padre di questa, ha sperperato, lasciandola con poca dote - "L'avevano accolta in famiglia per la parentela che poteva vantare e per la dote che portava (era la figlia di un grande proprietario terriero della regione), ma poi il padre aveva fatto certe speculazioni sbagliate, messo in crisi le sue sostanze, ipotecato le terre. Il matrimonio non era dunque dei più riusciti, e per giunta Lucile non aveva figli. Rivedeva il marito, quell'uomo grasso e annoiato, interessato unicamente al denaro, alle terre e alla politica locale; non lo aveva mai amato. Lo aveva sposato per far piacere al padre". Gaston ha comprato una casa a Digione, dove passava metà del suo tempo in compagnia di un'amante. Quando arrivano i tedeschi - "In casa Angellier ci si affrettava a mettere sotto chiave i documenti, l'argenteria e i libri: i tedeschi stavano entrando a Bussy. Il villaggio veniva occupato per la terza volta dopo la disfatta. Era la domenica di Pasqua, all'ora della messa solenne. Cadeva una pioggia fredda". Un ufficiale tedesco, Bruno von Falk, viene acquartierato in casa Angellier. Tra il giovane ufficiale ventiquattrenne e la sconsolata Lucile, scocca una scintilla di comprensione che presto diventa amore. I due non osano però incontrarsi e parlarsi. La suocera tiranneggia Lucile e la costringe a nascondersi, fino a che, un giorno che rientra inaspettata, coglie i due in atteggiamento affettuoso, coinvolti dalla dolcezza della musica suonata dall'ufficiale sul pianoforte di famiglia. È troppo: la vecchia si ritira nelle proprie stanze e dichiara di non volerne uscire più. Bruno mormora "Finalmente, sarà il paradiso". Lucile non ha ceduto ma, tutto intorno a lei, il paese ha finito per accogliere i soldati tedeschi come uomini, dimenticando che sono nemici - "Da lungo tempo il paese mancava di uomini, cosicché perfino questi, gli invasori, parevano al posto giusto. Loro lo intuivano e si crogiolavano beatamente al sole; vedendoli, le madri dei prigionieri e dei soldati uccisi in guerra invocavano sottovoce su di loro la maledizione del Cielo, ma le ragazze se li mangiavano con gli occhi... Nel cortile della scuola che hanno occupato prendono i pasti a torso e gambe nudi, solo con una specie di cache-sexe! Nella classe delle grandi che dà proprio su quel cortile siamo costretti a tenere le imposte chiuse per evitare che le bambine vedano...". L'incontro con la sarta, da cui porta una pezza di stoffa per una sottoveste, le dà una spinta ulteriore verso la china proibita: "«Come può?» mormorò Lucile. La sarta esitò fra diversi atteggiamenti. La sua faccia assunse in rapida successione un'espressione insolente, stolida, bugiarda. Ma di colpo chinò il capo. «E allora? Tedesco o francese, amico o nemico, è prima di tutto un uomo, e io sono una donna. E con me è affettuoso, tenero, pieno di attenzioni... È un ragazzo di città, ben curato a differenza degli uomini di qui; ha una bella pelle, denti bianchi. Quando bacia ha l'alito fresco, non sa di alcol come i ragazzi di paese. A me basta. Non cerco altro. Ci complicano abbastanza la vita con le guerre...".
Casa Angellier era già stata, nel giugno 1940, il rifugio momentaneo della famiglia Michaud. Il figlio Jean-Marie giaceva ferito in una fattoria vicino a Bussy, curato da Madeleine che ora è sposata con Benoit, un giovane violento e deciso. Sfuggito alla cattura quando era soldato al nord, Benoit si è fatto riformare e ora esercita il bracconaggio nel parco del visconte di Montmort - "il visconte, nominato sindaco del paese, si era trovato a essere un personaggio ufficiale, indotto, di conseguenza, a seguire l'indirizzo del governo, ogni giorno più propenso a una politica cosiddetta collaborazionista". Benoit lo deruba per interesse ma anche perché gli rimprovera l'atteggiamento di amicizia verso i tedeschi e la ricchezza spropositata che - in tempo di guerra - offende la miseria dei contadini e dei borghesi. La viscontessa, scopre Benoit a rubare piante nel suo orto e lo denuncia ai tedeschi per il possesso di un'arma. Benoit dovrà scappare. Approfitta della colluttazione con i soldati che sono andati a prenderlo, per uccidere Bonnet, un giovane ufficiale tedesco che corteggiava la moglie Madeleine (Nel suo taccuino, Némirovsky parla di una possibile revisione di questo passaggio, in cui Bonnet viene ferito, non ucciso). Ora Benoit è un ricercato su cui pende la pena di morte, certa, per lui e per chi lo protegge. Si rifugia a casa Angellier, dove le due donne si ritrovano unite nel difenderlo contro la "giustizia" dei nemici. Questo però rende più difficile la relazione tra Lucile e Bruno che infatti non si spiega l'improvvisa freddezza di lei. Per celebrare la presa di Parigi il reggimento organizza una grande festa nel parco dei Montmort. All'apice dei festeggiamenti arriva la notizia che, l'indomani, i soldati tedeschi dovranno partire per il fronte russo. Bruno tenta un ultimo corteggiamento più deciso ma viene respinto. Lucile è sul punto di cedere ma si trattiene: "Quando parlava in tedesco, specie con quel tono di comando, la sua voce assumeva una sonorità vibrante e metallica che procurava all'udito di Lucile un piacere simile a quello di un bacio un po' brutale che finisce in un morso. Si portò piano le mani alle guance brucianti e disse a se stessa: «Fermati! Allontana i tuoi pensieri da lui, sei su una china pericolosa...». Mentre il reggimento si prepara alla partenza Lucile riesce ad ottenere un permesso per recarsi a Parigi, per nascondere Benoit presso la casa dei Michaud. Il titolo "Dolce", ricorda intenzionalmente la terminologia musicale: - Termine di gradazione che richiede un'esecuzione molto dolce: p=piano, pp=pianissimo. Questo titolo è realistico, ma anche ironico. La parte successiva avrebbe dovuto essere molto meno pacifica.

### Captivité
La terza parte del romanzo doveva chiamarsi: "Captivité". Némirovsky ha lasciato alcuni appunti in cui delinea la nuda trama: "Captivité: 1) Reazione di Corte. 2) Attentato compiuto dagli amici di Benoît e che spaventa Corte. 3) Corte viene a sapere attraverso quel chiacchierone di Hubert... 4) Attraverso Arlette Corail, ecc. 5) Le sue civetterie. 6) Denuncia. Hubert e J. -Marie vengono messi dentro insieme a molti altri. 7) Grazie ai passi compiuti presso le autorità dalla sua ricca e benpensante famiglia, Hubert viene rilasciato – J. -Marie condannato a morte? 8) Interviene Lucile, il tedesco. J. -Marie è graziato (qui un breve scorcio della prigione o qualcosa del genere). 9) Benoît lo fa evadere. Evasione clamorosa.... Dunque Benoît, dopo aver ucciso (o tentato di uccidere) Bonnet (devo ancora vedere se per il seguito della storia non convenga lasciarlo vivere), Benoît dunque scappa; si nasconde nei boschi della Maie, poi, dato che Madeleine ha paura di essere seguita quando gli porta da mangiare, si nasconde da Lucile. E infine a Parigi, dai Michaud, dove lo ha mandato Lucile. Braccato, fugge in tempo, ma la Gestapo perquisisce l'appartamento dei Michaud, trova delle note buttate giù da Jean-Marie per un libro che ha in mente di scrivere, le scambia per volantini di propaganda politica e lo arresta".
Quindi Benoît ha "amici" a Parigi: la nascente resistenza comunista. A Parigi, sia Benoît sia Jean-Marie Michaud sono denunciati e arrestati e, in carcere, si incontrano con Hubert. Jean-Marie è graziato dai tedeschi per intercessione di Bruno von Falk, sollecitato da Lucile. Benoît e i suoi amici organizzano una via di fuga e fanno fuggire anche Jean-Marie e Hubert. Jean-Marie e Lucile si incontrano e si innamorano. Ma dopo aver appreso che lei è ancora innamorata di Bruno, Jean-Marie se ne va a combattere contro i tedeschi e muore eroicamente. Sul fronte orientale, anche Bruno viene ucciso. Lucile perde entrambi i suoi amanti. Nel sottoracconto, lo scrittore Gabriel Corte, un personaggio relativamente minore e indisponente di Temporale di giugno, emerge come propagandista e politico, inizialmente collaborando con i tedeschi, dopo, forse, disilluso dalle politiche collaborazioniste, anche Corte si ribellerà. Benoît muore brutalmente senza perdere però la speranza in una prossima liberazione.
Le successive parti, quarta e quinta, avrebbero dovuto chiamarsi Batailles ("Battaglie") e La Paix ("Pace"), ma di questi progetti esistono solo i titoli - costellati di punti interrogativi - nei quaderni di appunti della Némirovsky. Nulla si può dire delle trame di Batailles e La Paix. Per citare le note della Nemirovsky, le due ultime parti sono "in un limbo, e che limbo! È davvero in grembo agli dei, in quanto dipende da ciò che mi accadrà".

## Citazioni
- «Sulle tracce di mia madre e di mio padre, per mia sorella Élisabeth Gille, per i miei figli e i miei nipoti, questa Memoria da trasmettere, e per tutti quelli che hanno conosciuto e ancora oggi conoscono il dramma dell'intolleranza» - Denise Epstein[8].

## Significato letterario
La scrittura romantica e spesso sentimentale della Némirovsky nasconde un forte risentimento contro i personaggi spregevoli che distruggono la vita sociale del suo Paese d'adozione, trasformandola in una vera giungla: "Vi è un abisso fra la casta dei nostri attuali dirigenti e il resto della nazione. Gli altri francesi, avendo ben poco da perdere, hanno meno paura. Quando la vigliaccheria non soffoca più negli animi i buoni sentimenti, questi (patriottismo, amore per la libertà, ecc.) possono fiorire. Certo, negli ultimi tempi anche il popolo ha accumulato dei capitali, ma si tratta di denaro svalutato che è impossibile trasformare in beni reali, terre, gioielli, oro e così via... "Da qualche anno tutto quello che si fa in Francia nell'ambito di una certa classe sociale ha un solo movente: la paura. È stata la paura a provocare la guerra, la sconfitta e la pace attuale. Il francese di questa casta non odia nessuno; non nutre gelosia né ambizione delusa, né un vero desiderio di vendetta. Ha una fifa blu. Chi gli farà meno male (non nel futuro, non in senso astratto, ma subito e sotto forma di ceffoni e calci nel sedere)? I tedeschi? Gli inglesi? I russi? I tedeschi lo hanno sconfitto, ma la punizione è presto dimenticata e i tedeschi possono difenderlo". Personaggi come Gabriel Corte, il direttore di banca Corbin e Charlie Langelet, il visconte di Montfort sono dei "mostri" borghesi. Apparentemente normali e anzi, degni membri dei più alti consessi (l'Académie française, primarie banche e Club esclusivi). Imbevuti di compiacenza e disprezzo odiano la grande massa dei loro simili, compresi i loro dipendenti, le mogli e le amanti. Preoccupati solo del mantenimento delle gerarchie sociali tradizionali e dei propri privilegi. I valori che normalmente sbandierano crollano alla prima scossa di violenza imprevista. Del resto la bella e giovane Irène dichiara apertamente la propria ragione poetica: "Essere libera dentro, scegliere la mia strada, seguirla senza dover seguire lo sciame. Odio questo spirito comunitario di cui ci riempiono le orecchie. Su una sola cosa tedeschi, francesi, gollisti la pensano tutti allo stesso modo: bisogna vivere, pensare, amare con gli altri, in funzione di uno Stato, di un paese, di un partito. Oh, mio Dio, non voglio! Sono una povera donna inutile; non so niente, ma voglio essere libera! Schiavi lo diventiamo, » continuò «la guerra ci manda qua o là, ci priva del benessere, ci toglie il pane di bocca; mi lascino almeno il diritto di giudicare il mio destino,...". trascorre la vita tra il rifiuto permanente della propria famiglia e di quello che rappresenta sua madre Fanny (vanesia e crudele) e suo padre, banchiere famoso ma assente, e la tentazione di lasciarsi andare ai piaceri riservati all'alta borghesia dell'epoca. Così scrive da Nizza: «Mi agito come una pazza, che vergogna! Non faccio altro che ballare. Ogni giorno, nei vari alberghi, ci sono dei galà molto chic, e poiché ho la fortuna di poter disporre di qualche gigolò, mi diverto moltissimo». Poi, di ritorno da quella città: «Non ho fatto la brava... tanto per cambiare... Il giorno prima della partenza, al nostro albergo, il Negresco, c'era una festa. Ho ballato e mi sono scatenata fino alle due del mattino; dopo sono andata a flirtare bevendo champagne ghiacciato in mezzo a una corrente d'aria fredda». Gli unici personaggi che sembrano godere delle simpatie incondizionate dell'autrice sono i tre Michaud, piccolo-borghesi che possiedono una ricchezza sconosciuta alla dissestata famiglia Némirovsky: l'unità e l'affetto coniugale. Jeanne e Marcel Michaud si sono sposati contro la volontà dei genitori, nel 1914 e hanno trovato a Parigi un lavoro modesto che consente loro di mantenere un tenore di vita povero ma dignitoso. Almeno fino alla guerra. Che li abbatte, grazie anche alla perfidia del ricco Corbin che infierisce su di loro. Ma si riprenderanno: con l'integrità del loro rapporto, con la tolleranza e la serenità d'animo, affrontano tutte le tempeste. Dopo essere stati licenziati, senza notizie del figlio e con 3000 franchi in banca, Jeanne, spossata, chiede a Marcel: "«Ma allora, cos'è che ti conforta?». e lui risponde: «La certezza della mia libertà interiore, » disse lui dopo aver riflettuto «questo bene prezioso, inalterabile, e che dipende solo da me perdere o conservare. La convinzione che le passioni spinte al parossismo come capita ora finiscono poi per placarsi. Che tutto ciò che ha un inizio avrà una fine. In poche parole, che le catastrofi passano e che bisogna cercare di non andarsene prima di loro, ecco tutto. Perciò, prima di tutto vivere: Primum vivere. Giorno per giorno. Resistere, attendere, sperare». In sintesi è il programma umano con cui Irène Némirovsky ha affrontato - con coraggio - fin l'ultimo brutale insulto che la storia le ha riservato. Senza però riuscire a sopravvivere alla catastrofe che l'ha travolta.
All'inizio del romanzo, come alla fine della vita di Irène, ci troviamo in un paesaggio di tranquilla apocalisse, disabitato anche se apparentemente intatto, come dopo il passaggio di uno tsunami. Niente personaggi, ma una specie di organismo collettivo che reagisce a un'aggressione come un formicaio o un alveare: c'è una Parigi addormentata, in una calda giornata di giugno, un allarme, un bombardamento. E poi: "Il sole, ancora tutto rosso, saliva in un cielo senza nuvole. Partì una cannonata così vicina a Parigi che tutti gli uccelli volarono via dalla sommità dei monumenti. Più in alto si libravano grandi uccelli neri, di solito invisibili, spiegavano al sole le ali di un rosa argenteo, poi venivano i bei piccioni grassi che tubavano e le rondini, i passeri che saltellavano tranquillamente nelle strade deserte. Su ogni pioppo dei lungosenna c'era un nugolo di uccelletti scuri che cantavano frenetici. Nelle profondità dei rifugi arrivò infine un segnale remoto, attutito dalla distanza, sorta di fanfara a tre toni: il cessato allarme" In questo bel paesaggio urbano, deserto di presenze umane, sembra naufragare la dolce Francia amata da Némirovsky. E, due anni dopo, la sua vita.

## Storia della pubblicazione e fortuna
La storia della pubblicazione di Suite française ha del miracoloso e merita di essere raccontata. Nella loro fuga, l'autrice e le bambine portarono sempre una valigia che conteneva fotografie, documenti e l'ultimo manoscritto di Irène, redatto con una grafia minuscola per risparmiare l'inchiostro e la pessima carta del tempo di guerra – l'opera in cui la Némirovsky aveva tracciato un ritratto spietato della Francia abulica, vinta e occupata. La valigia accompagnò Élisabeth e Denise dall'uno all'altro dei loro temporanei e precari rifugi. Si sapeva dell'esistenza del manoscritto, tanto che - in una lettera del 1º giugno 1945 André Sabatier chiede a Julie Dumot: "C'è una domanda che volevo farle: che fine hanno fatto gli scritti che si trovavano a Issy al momento dell'arresto della signora Némirovsky? Ho sentito dire che c'era un lungo racconto terminato. Ne avrebbe il testo? Se sì, me lo confermi e forse potremmo pubblicarlo nella nostra rivista «La nef»". Da allora se ne perdono le tracce. Quello che accade è che la figlia maggiore, Denise, conserva il quaderno contenente il manoscritto di Suite française, assieme ad altri scritti della madre, per cinquant'anni senza guardarlo, pensando che fosse un diario, che sarebbe stato troppo doloroso da leggere. Alla fine del 1990, tuttavia, prende accordi per donare tutti gli scritti della Némirovsky ad un archivio francese. Dopo aver scoperto cosa contenevano i quaderni, Suite francese fu pubblicato in Francia nel 2004, e divenne presto un best seller. Da allora è stato tradotto in 38 lingue e dal 2008 ha venduto due milioni e mezzo di copie. Suite française è stato pubblicato dalle Éditions Denoël, di Parigi. L'edizione include una prefazione di Myriam Anissimov, note di Némirovsky sulla revisione e la continuazione del racconto, e la corrispondenza tra Némirovsky, suo marito Michel Epstein, il suo editore Albin Michel e altri, nel periodo precedente e successivo alla sua deportazione. Nel 2004 vinse il Prix Renaudot, la prima e unica volta in cui il prestigioso premio venne assegnato postumo. Il libro ha ricevuto ottime recensioni da parte della critica.

### Analogie traSuite francesee altri romanzi
Sono state evidenziate somiglianze tra Yellow Tapers for Paris di Bruce Marshall, pubblicato nel 1943 e Suite française, scritto circa nello stesso periodo, ma sconosciuto fino al 1998. Non vi è alcuna accusa di plagio - Némirovsky era morta prima della pubblicazione del romanzo di Marshall e nessuno ha visto il lavoro della Némirovsky prima del 1998. Entrambe le opere hanno protagonisti che lavorano nella finanza. Entrambi i libri sono stati scritti durante o immediatamente dopo gli eventi in questione. Le storie raccontano l'invasione nazista e le sue conseguenze immediate, ma gli eventi narrati sono molto diversi. Il romanzo di Marshall termina prima dell'occupazione, mentre Némirovsky ne racconta gli sviluppi. "Dolce", la seconda parte della Suite française, si dice sia simile a Le silence de la mer, una novella di Vercors autore francese (pseudonimo di Jean Brüller). Entrambe le storie hanno a che fare con un ufficiale tedesco, che nella vita civile è stato un compositore, che è acquartierato nella casa di una giovane donna francese.

## Adattamenti cinematografici
- Suite francese è stato diretto Saul Dibb e interpretato da Michelle Williams, Kristin Scott Thomas, Matthias Schoenaerts, Sam Riley, Ruth Wilson e Margot Robbie.[15]

## Edizioni italiane
- Suite francese, traduzione di Laura Frausin Guarino, a cura di Denise Epstein, Olivier Rubinstein, Collana Biblioteca n.482, Milano, Adelphi, 2005,  p. 415, ISBN 978-88-459-2016-5.  - postfazione di Myriam Anissimov, Collana Contemporanea, BUR, Milano, 2016, ISBN 978-88-170-8562-5.
- Suite francese, traduzione di Fausta Cataldi Villari, Roma, Newton Compton, 2013,  p. 327.
- Suite francese, traduzione di Angelo Pavia, Collana Asce, Roma, Editori Internazionali Riuniti, 2014,  p. 480, ISBN 978-88-6933-059-9.
- Suite francese, traduzione di Lanfranco Binni, Collana I Grandi Libri/Novecento, Milano, Garzanti Libri, 2014,  p. 415, ISBN 978-88-11-81028-5.
- Suite francese, traduzione di Cinzia Bigliosi, Collana UEF. I Classici n.148, Milano, Feltrinelli, 2015,  p. 509, ISBN 978-88-07-90148-5.
- Suite francese, traduzione di Loredana Zagaglini, Roma, Fermento, 2015.
- Suite francese, traduzione di Gabriella Mezzanotte, Collana Oscar Moderni, Milano, Mondadori, 2016, ISBN 978-88-04-66953-1.
- Suite francese, traduzione di Carlotta Alberti, Collana Grande Biblioteca, Santarcangelo di Romagna, Rusconi, 2017, ISBN 978-88-180-3161-4. - Collana I classici, Foschi, Santarcangelo di Romagna, 2017, ISBN 978-88-996-6663-7.
- Suite francese, traduzione di Stefania Ricciardi, Collana Classici contemporanei, Milano-Firenze, Bompiani, 2020, ISBN 978-88-301-0087-9.

### Edizioni della versione dattiloscritta diTempesta in giugno
- Re di un'ora & altri testi inediti col capitolo ritrovato di «Suite francese», a cura di Cinzia Bigliosi, Collana Narratori, Milano, Ares, 2021, ISBN 978-88-929-8086-0.
- Tempesta in giugno, traduzione di Laura Frausin Guarino e Teresa Lussone, a cura di T. Lussone e Olivier Philipponat, Collana Biblioteca n.734, Milano, Adelphi, 2022, ISBN 978-88-459-3694-4.